# Unapologetic
Unapologetic er det syvende studiealbum af sangerinden Rihanna. Albummet blev både udgivet i en standard udgave og deluxe edition. 

## Trackliste
Kreditten er i forhold Rihannas hjemmeside og ikke jævnfør bagsiden af albummet.
1. Phresh out the Runway – 3:42 (David Guetta, Giorgio Tuinfort, Terius Nash, Robyn Fenty)
2. Diamonds – 3:45 (Sia Furler, Benjamin Levin, Mikkel Eriksen, Tor Hermansen)
3. Numb (feat. Eminem) – 3:25 (Sam Dew, Robyn Fenty, Warren Felder, Ronald "Flip" Colson, Pop Wansel)
4. Pour It Up – 2:41 (Robyn Fenty, Michael Williams, Theron Thomas, Timothy Thomas)
5. Loveeeeeee Song (feat. Future) – 4:16 (Nayvadius Wilburn, Denisea "Blu June" Andrews, Robyn Fenty)
6. Jump – 4:24 (Kevin Cossum, M. B. Williams, Mikkel Eriksen, Tor Hermansen, Saul Milton, Will Kennard)
7. Right Now (feat. David Guetta) – 3:01 (Terius Nash, Robyn Fenty, David Guetta, Mikkel Eriksen, Tor Hermansen, Shaffer Smith, Giorgio Tuinfort, Nick Rotteveel)
8. What Now – 4:03 (Olivia Waithe, Robyn Fenty, Parker Ighile, Nathan Cassells)
9. Stay (feat. Mikky Ekko) – 4:00 (Mikky Ekko, Justin Parker, Elof Loelv)
10. Nobody's Business (feat. Chris Brown) – 3:36 (Terius Nash, Robyn Fenty, Carlos McKinney, Michael Jackson)
11. Love Without Tragedy/Mother Mary – 6:58 (Terius Nash, Robyn Fenty, Carlos McKinney)
12. Get it Over With – 3:31 (James Fauntleroy, Robyn Fenty, Brian Seals)
13. No Love Allowed – 4:09 (Sean "Elijah Blake" Fenton, Robyn Fenty, Alexander Izquierdo, Ernest Wilson, Steve Wyreman)
14. Lost in Paradise – 3:35 (Ester Dean, Robyn Fenty, Timothy McKenzie, Mikkel Eriksen, Tor Hermansen)

Deluxe edition
1. Half of Me – 3:12 (Emeli Sandé, Shahid Khan, Mikkel Eriksen, Tor Hermansen)
2. Diamonds (Dave Audé 100 Extended) – 5:03 (Sia Furler, Benjamin Levin, Mikkel Eriksen, Tor Hermansen)
3. Diamonds (Gregor Salto Downtempo Remix) – 4:29 (Sia Furler, Benjamin Levin, Mikkel Eriksen, Tor Hermansen)

Deluxe edition DVD
1. First Look: 2012 Loud Tour Live at the O2 – 23:04